# Église de l'Ascension de Bukovac
Pour les articles homonymes, voir Église de l'Ascension.
L'église de l'Ascension (en serbe cyrillique : Црква Вазнесења ; en serbe latin :  Crkva Vaznesenja) est une église orthodoxe serbe située à Bukovac en Serbie, dans la municipalité de Petrovaradin, sur le territoire de la ville de Novi Sad et dans la province de Voïvodine. Construite en 1794, elle est inscrite sur la liste des monuments culturels de grande importance de la république de Serbie.

## Présentation
Le village de Bukovac se trouve au pied du massif de la Fruška gora, à proximité de Novi Sad. L'église de l'Ascension a été construite en 1794 sur des plans de l'architecte Johann Eben de Sremski Karlovci ; elle a été achevée en 1807 par Andreas Hintermaier et Anton Friedrich.
L'iconostase a été sculptée par Marko Vujatović, originaire de Karlovci ; les icônes ont été réalisées par Stefan Gavrilović, un peintre baroque serbe tardif, en 1812 et 1813, en même temps que celles du trône épiscopal et du chœur ; dans l'exécution de ses œuvres, Gavrilović se montre l'héritier de Jakov Orfelin et Teodor Kračun. Un triptyque provenant d'un édifice plus ancien se trouve également dans l'église et est attribué à Dimitrije Bačević, l'un des peintres baroques serbes les plus réputés du XVIIIe siècle.
L'église a été restaurée en 1994 et 2002.